# Afrotyphlops rondoensis
Afrotyphlops rondoensis là một loài rắn trong họ Typhlopidae. Loài này được Loveridge mô tả khoa học đầu tiên năm 1942.